# ЛаМор
Окръг ЛаМор (на английски: LaMoure County) е окръг в щата Северна Дакота, Съединени американски щати. Площта му е 2981 km², а населението - 4087 души (2017). Административен център е град ЛаМор.